# Coproporfirinogeno III
Il coproporfirinogeno III è un intermedio nella via metabolica della biosintesi delle porfirine. 